# Campionati europei di canoa slalom
I Campionati europei di canoa slalom sono una competizione sportiva organizzata dalla European Canoe Association (ECA), in cui si assegnano i titoli europei delle diverse specialità della canoa slalom.
I primi Campionati europei di canoa slalom furono organizzati nel 1996. Dal 2004 si svolgono con cadenza annuale.

## Edizioni
| Anno | Città                  | Nazione            |
| ---- | ---------------------- | ------------------ |
| 1996 | Augusta                | Germania           |
| 1998 | Roudnice nad Labem     | Rep. Ceca          |
| 2000 | Mezzana                | Italia             |
| 2002 | Bratislava             | Slovacchia         |
| 2004 | Skopje                 | Macedonia del Nord |
| 2005 | Tacen                  | Slovenia           |
| 2006 | L'Argentière-la-Bessée | Francia            |
| 2007 | Liptovský Mikuláš      | Slovacchia         |
| 2008 | Cracovia               | Polonia            |
| 2009 | Nottingham             | Regno Unito        |
| 2010 | Bratislava             | Slovacchia         |
| 2011 | La Seu d'Urgell        | Spagna             |
| 2012 | Augusta                | Germania           |
| 2013 | Cracovia               | Polonia            |
| 2014 | Vienna                 | Austria            |
| 2015 | Markkleeberg           | Germania           |
| 2016 | Liptovský Mikuláš      | Slovacchia         |
| 2017 | Tacen                  | Slovenia           |
| 2018 | Praga                  | Rep. Ceca          |
| 2019 | Pau                    | Francia            |
| 2020 | Praga                  | Rep. Ceca          |
| 2021 | Ivrea                  | Italia             |
| 2022 | Liptovský Mikuláš      | Slovacchia         |
| 2023 | Cracovia               | Polonia            |
| 2024 | Tacen                  | Slovenia           |
| 2025 | Vaires-sur-Marne       | Francia            |

## Medagliere per nazioni
- Aggiornato ai Campionati europei di canoa slalom 2025

| Posiz. | Nazione     | Oro | Argento | Bronzo | Totale |
| ------ | ----------- | --- | ------- | ------ | ------ |
| 1      | Rep. Ceca   | 52  | 40      | 43     | 135    |
| 2      | Slovacchia  | 49  | 26      | 26     | 101    |
| 3      | Germania    | 36  | 41      | 37     | 114    |
| 4      | Francia     | 25  | 35      | 31     | 91     |
| 5      | Regno Unito | 21  | 16      | 31     | 68     |
| 6      | Slovenia    | 18  | 15      | 15     | 48     |
| 7      | Italia      | 7   | 7       | 8      | 22     |
| 8      | Spagna      | 6   | 6       | 11     | 23     |
| 9      | Polonia     | 5   | 25      | 11     | 41     |
| 10     | Austria     | 5   | 13      | 9      | 27     |
| 11     | Svizzera    | 5   | 6       | 7      | 18     |
| 12     | Irlanda     | 1   | 1       | 0      | 2      |
| 13     | Ucraina     | 1   | 0       | 0      | 1      |
| 13     | Belgio      | 1   | 0       | 0      | 1      |
| 13     | Andorra     | 1   | 0       | 0      | 1      |
| 16     | Russia      | 0   | 0       | 2      | 2      |
| 17     | Grecia      | 0   | 0       | 1      | 1      |
| Totale | Totale      | 233 | 231     | 232    | 696    |